# Cresskill
Cresskill est un borough du New Jersey situé au nord-est du comté de Bergen.
Cresskill est une municipalité depuis 1894. Elle a une densité d’habitants de 1 796 habitants par km². Le maire de la ville est Benedict Romeo jusqu'en 2015.

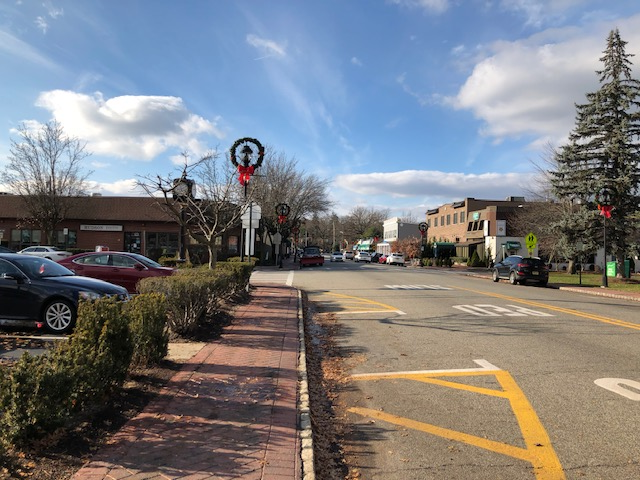
Centre-ville de Cresskill